# Shag Harbour
Shag Harbour is een vissersdorp in het uiterste zuiden van de Canadese provincie Nova Scotia.

## Ufo-incident (1967)
Het plaatsje is bekend vanwege een vermeende neerstorting van een ufo. Enkele getuigen hebben op 4 oktober 1967 een scherp en fel licht waargenomen dat neerstortte in de baai. Dit ging gepaard met een fluitend geluid gevolgd door een explosie, daarom werd ook in eerste instantie gedacht aan een vliegtuigongeluk. Vissers die als eerste op de plaats van het ongeluk waren vonden echter een dik geel schuimachtig materiaal op het water, konden duidelijk een fluorideachtige gloed in het water waarnemen en roken een zwavelachtige geur. Bij navraag bleek er geen enkel vliegtuig vermist te worden, dus wat er nu precies is neergestort in Shag Harbour blijft onbekend.
Het meest verrassende van deze gebeurtenis is dat het door geen enkele officiële instantie ontkend is, en dat in een tijd dat alle ufowaarnemingen meestal onmiddellijk in de doofpot werden gestopt. In verschillende officiële onderzoeken wordt ook openlijk gesproken over een ufo. Meer informatie over deze gebeurtenis is te vinden in hoofdstuk 5 van het boek "Maritime UFO Files" door Don Ledger.